# Ecocriticism
Ecocriticism is de studie van de relatie tussen literatuur en de fysische omgeving of het milieu vanuit een interdisciplinair standpunt. Andere Engelstalige termen voor deze vorm van literatuurwetenschap zijn ecopoetics, environmental literary criticism en green cultural studies. 
Hoewel het vakgebied niet steeds even welomschreven is, houdt ecocriticism zich volgens Glotfelty (1996) onder andere met deze vragen bezig: 
- Hoe wordt natuur in dit sonnet voorgesteld?
- Welke rol speelt de fysische omgeving in de plot van deze roman?
- Komen de waarden die uit dit toneelstuk spreken overeen met ecologische wijsheden?
- Hoe beïnvloeden metaforen voor het land de manier waarmee we ermee omgaan?
- Hoe karakteriseren we natuurliteratuur (nature writing) als een genre?
- Moet plaats een nieuwe kritische categorie worden naast ras, sociale klasse en gender?
- Schrijven mannen anders dan vrouwen over de natuur?
- Hoe heeft taligheid de relatie van de mens met haar omgeving veranderd?
- Hoe is het concept wildernis in de loop van de geschiedenis geëvolueerd?
- Op welke manier beïnvloedt de huidige milieucrisis de moderne literatuur en populaire cultuur en wat zijn de gevolgen daarvan?
- Welke natuurbeelden spreken er uit overheidsrapporten van de VS, reclame, natuurdocumentaires... en met welke gevolgen?
- Wat is de invloed van de ecologische wetenschap op literatuurstudie?
- In hoeverre staat de wetenschap zelf open voor literaire analyse?
- Welke kruisbestuiving is er mogelijk tussen literatuurwetenschap en het milieudiscours in aanverwante disciplines zoals geschiedenis, filosofie, psychologie, kunstgeschiedenis en ethica?